# Yên Lập, Vĩnh Tường
Yên Lập là một xã thuộc huyện Vĩnh Tường, tỉnh Vĩnh Phúc, Việt Nam.
Xã có diện tích 5,83 km², dân số năm 1999 là 7446 người, mật độ dân số đạt 1277 người/km².